# Karel Roden
Karel Roden (České Budějovice, 18 mei 1962) is een Tsjechische acteur.
Rodens vader en opa waren ook acteurs. Nadat hij zijn theaterstudie in Praag afrondde, speelde hij vele theater- en filmrollen, waaronder Hollywoodfilms. Zo speelde hij in Fantaghirò (1992), 15 Minutes (2001), Blade II (2002), Bulletproof Monk (2003), The Bourne Supremacy (2004) en in Hellboy (2004). In 2007 had hij een klein rolletje in de Mr. Bean-film Mr. Bean's Holiday. In 2008 sprak hij de stem in van Mikhail Faustin in GTA IV.
Roden ontving in 1998 een Alfréd Radok-award voor zijn rol van Bruno in het Tsjechische toneelstuk Le Cocu Magnifique van Fernand Crommelynck. Samen met zijn broer Marian speelde Roden tot nu toe twee keer in een toneelstuk.